# خولیاکا
خولیاکا (به اسپانیایی: Juliaca) یک شهر در پرو است که در Juliaca District واقع شده‌است.

## خصوصیات
خولیاکا ۲۲۵٬۱۴۶ نفر جمعیت دارد و ۳٬۸۲۵ متر بالاتر از سطح دریا واقع شده‌است.

## خواهرخوانده
شهرهای سان خوزه (کاستاریکا)، گواتمالاسیتی، تونخا، آمباتو، اکوادور و گوادالاخارا، خالیسکو خواهرخوانده‌های خولیاکا هستند.